# عايش (فلم)
عايش فيلم قصير سعودي أنتج عام 2009م. من كتابة وإخراج عبد الله آل عياف، وبطولة إبراهيم الحساوي. عرض في عدد من المهرجانات العربية، كما أتيح على على منصة اليوتيوب عام 2016م عن طريق قناة تلفاز 11. وحصل على عدد من الجوائز من بينها جائزة المركز الأول في مهرجان الخليج السينمائي عام 2010م.

## القصة
يحكي فيلم عايش قصة رجل خمسيني اسمه «عايش» يعمل حارس أمن لثلاجة موتى بأحد المستشفيات، تنقلب حياته الروتينية عندما يزور قسم حاضنة الأطفال زيارةً غير مخطط لها، فيقف عند النافذة ناظراً إلى الأطفال المواليد متعجباً، وهو الذي لم يتزوج، وماتت أمه وهي تنجبه، وليس لديه أهل أو أسرة.

## طاقم العمل
| م | الفنان          | الدور |
| - | --------------- | ----- |
| 1 | إبراهيم الحساوي | عايش  |
| 2 | عبدالله أحمد    | [ 8 ] |

والفيلم من تصوير بدر الحمود، وموسيقى بكر فلاتة، وأدار إنتاجه عبدالرحمن الريعان وطراد القحطاني.

## الجوائز
- جائزة أفضل فيلم قصير في مهرجان الخليج السينمائي الثالث في دبي عام 2010م.[10][11]
- جائزة أفضل فيلم في مهرجان بيروت السينمائي الدولي.

## روابط خارجية
- فيلم عايش